# Töpfereizentrum von Brüggen-Oebel

Lage von Brüggen

Im mittelalterlichen Töpfereizentrum von Brüggen-Oebel, etwa 2 Kilometer westlich des Ortszentrums von Brüggen im Kreis Viersen in Nordrhein-Westfalen, bedecken Ansammlungen von Keramikbruch die Äcker südlich der Abraumhalden, die eine Folge des Tonabbaus sind, der in Brüggen bis heute anhält.

## Grabungsbefund
1995 wurde in dem als Bodendenkmal ausgewiesenen Bereich eine Sondierungsgrabung durchgeführt, bei der das Augenmerk auf der Feststellung von Töpferöfen lag. Nach Abziehen der Deckschicht stellte sich heraus, dass die Grabungsfläche mit Tonentnahmegruben durchsetzt war, die mit Asche, Fehlbränden, Keramikbruch und den Resten ehemaliger Ofenkuppeln verfüllt waren. Einige Gruben dürften der Aufbereitung und Magerung der Töpfertone gedient haben. Zwischen den bis zu 2,3 m tiefen Gruben fanden sich die Reste zweier Feuerräume ehemaliger Töpferöfen mit den davorliegenden Arbeitsgruben. Da es sich um liegende Öfen handelte, befanden sich die Feuerräume etwas vorgelagert, unterhalb der Brennräume, wobei nur die tiefer gelegenen Bauelemente erhalten waren.

## Töpferware
Bei der Keramik handelt es sich um Grauware und Faststeinzeug, das sich, im Gegensatz zu den porösen Irdenwaren, durch die partielle Verglasung der Oberfläche auszeichnet. Partiell waren Irdenwaren und Faststeinzeuge mit einem roten Tonüberzug versehen. Entwickeltes Steinzeug wurde nicht gefunden.

### Formen
Bei den Gefäßformen treten Kannen und Krüge in den Vordergrund, die häufig mit umlaufenden Rädchenverzierungen versehen sind. Daneben gibt es Kugeltöpfe (Kochtöpfe) und Elmpter Amphoren, die als Vorratsgefäße dienten. Relativ selten waren Becher,  Flaschen, und Schüsseln. Zu den Sonderformen gehören eine Feuerstülpe, eine stark poröse Reibschale, ein Kerzenständer und ein napfartig ausgebildeter Deckel mit Griff. In den Bereich Kinderspielzeug gehört das Fragment eines Pferdekopfes mit langem Hals. Das Material gehört in die 2. Hälfte des 13. Jahrhunderts, wie Vergleiche mit Schinveld in Limburg und Siegburg zeigen.

## Kontext
Spuren des im Mittelalter für das Rheinland typischen Töpferhandwerks finden sich in hoher Quantität und Qualität. Die ältesten Zeugnisse stellen vier karolingische Töpferöfen dar, die in Bornheim-Walberberg (Rhein-Sieg-Kreis) ausgegraben wurden. Aus dem 12. und frühen 13. Jahrhundert stammen zwei Brennöfen aus Siegburg (Rhein-Sieg-Kreis). In einem Töpferofen aus dem 15. bis 16. Jahrhundert in Rheinbach-Flerzheim im Rhein-Sieg-Kreis entdeckte man ein Metallgefäß und eine Sturmhaube (Schallern). In Frechen im Erftkreis wurden zahlreiche ausgegraben, in denen vom beginnenden 16. Jahrhundert bis ins späte 19. Jahrhundert Frechener Steinzeug gebrannt wurde.